# Metantiol
Metantiolul (de asemenea cunoscut și ca metilmercaptan) este cel mai simplu compus din seria tiolilor, un compus organic cu sulf, care are formula CH3-SH. Este un gaz incolor cu un miros distinctiv neplăcut, asemănător hidrogenului sulfurat. Este întâlnit în sângele și în creierul oamenilor și a altor animale, dar și în unele țesuturi vegetale. Metantiolul este și unul dintre principalii compuși responsabili pentru halitoză și pentru mirosul flatusului.

## Obținere
Metantiolul poate fi preparat industrial prin reacția dintre metanol și hidrogen sulfurat gazos în prezența unui catalizator solid acid, cum ar fi oxidul de aluminiu:
CH3OH + H2S → CH3SH + H2O
De asemenea, deși nu este foarte practic, metantiolul mai poate fi obținut prin reacția dintre iodura de metil și tiouree.